# Caproni Ca.311

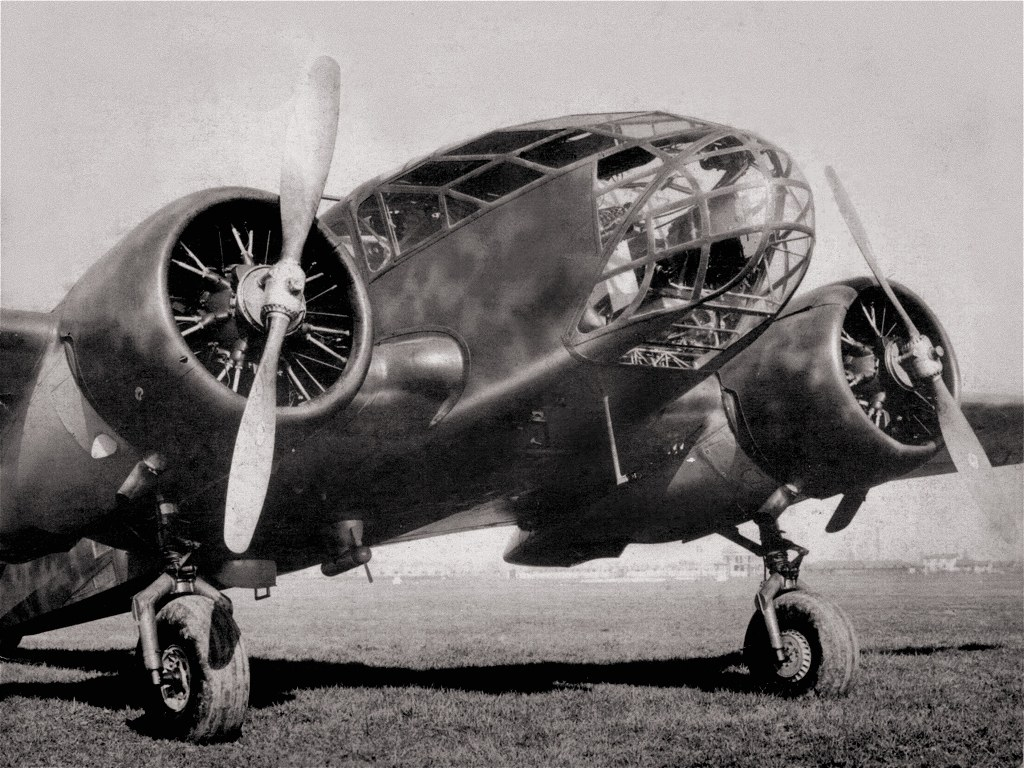
Vista frontale del Ca.311 fotografato presso gli stabilimenti dell'Aeronautica Caproni di Vizzola Ticino, provincia di Varese. Si noti il muso finestrato ed il radiale Piaggio P.VII C.35 abbinato all'elica bipala.

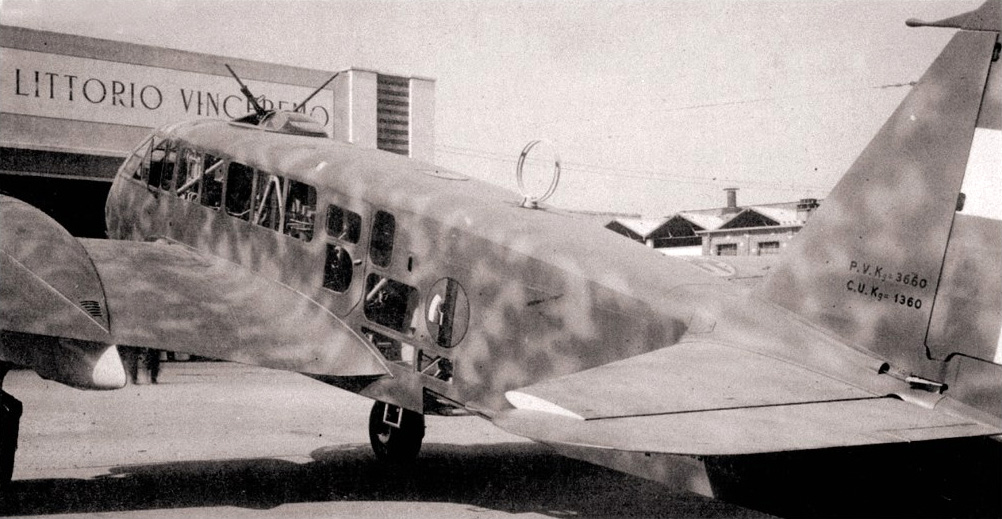
Vista posteriore del lato sinistro del Ca.311. Si noti l'ampia finestratura a disposizione dell'osservatore.

Il Caproni Ca.311 era un monoplano bimotore da ricognizione prodotto dall'azienda italiana Aeronautica Caproni negli anni quaranta e che operò principalmente nella Regia Aeronautica durante la seconda guerra mondiale.

## Storia

### Sviluppo
L'approssimarsi dei limiti di età del biplano Ro 37 convinse i vertici dell'aviazione italiana, nella seconda metà degli anni trenta, a commissionare un nuovo ricognitore terrestre, che potesse mantenere delle caratteristiche "multiruolo", che erano già un pregio del precedente biplano delle IMAM. La scelta cadde su uno sviluppo del progetto dell'Aeronautica Caproni, che era sfociato nel bimotore monoplano Caproni Ca.309 Ghibli, perfezionato nel successivo Caproni Ca.310  Libeccio. Le due precedenti varianti erano state ideate per ricoprire i ruoli di bombardiere leggero e di appoggio tattico, la cui efficacia si rivelò successivamente al di sotto delle aspettative, mentre il Ca. 311 venne ottimizzato per l'osservazione aerea.
La fusoliera del nuovo apparecchio presentava ampie superfici trasparenti, come interamente trasparente era la prua, proprio per facilitare il lavoro degli osservatori. Nelle serie di produzione più recenti Ca.311M (ma retroattivamente anche in molti nei primi esemplari) la prua venne modificata con una nuova versione "a gradino", in quanto quella originale veniva considerata non solo troppo esposta al fuoco nemico, ma anche causa di fastidiosi quanto pericolosi abbagli per i piloti. Per quanto si trattasse di un aeroplano indubbiamente moderno, il Ca.311 aveva i suoi limiti nella bassa velocità e nella eccessiva vulnerabilità, che ne facevano una preda facile per i caccia avversari.
Dal Ca.311 derivarono i successivi Ca.312, Ca.313 e Ca.314, sostanzialmente delle varianti rimotorizzate del progetto originale.

### Impiego operativo
Il Ca.311 cominciò ad essere disponibile in reparti operativi a partire dall'autunno 1939, in tempo per operare sui cieli dello scacchiere greco-albanese. 
Al 10 giugno 1940 era in uso alla 119ª Squadriglia Ricognizione dell'Aeroporto di Albenga che operava per il 16º Corpo d'Armata del Regio Esercito e quattro esemplari alla 129ª Squadriglia Ricognizione di Mondovì che operava per il III Corpo d'armata (Regio Esercito) per l'Aviazione Ausiliaria per l'Esercito.
Reparti da osservazione aerea equipaggiati col nuovo bimotore vennero inviati in Africa settentrionale, e dalla primavera del 1941 i Ca.311 furono inviati anche sul fronte russo, con compiti di osservazione, collegamento ed appoggio tattico nel LXI Gruppo o 61º Gruppo Autonomo Osservazione Aerea (34ª Squadriglia, 119ª Squadriglia e 128ª Squadriglia). In pratica, a parte l'Africa orientale, il Ca.311 fu presente su tutti i fronti che vedevano impegnata l'Italia.
Fino al settembre 1941 la Regia Aeronautica ricevette 320 esemplari.
Negli ultimi anni di guerra, venne gradualmente sostituito dai più efficienti Ca.313 equipaggiati con un impianto motore dalla maggior potenza disponibile.
Nel 1942, la Croazia ricevette dieci Caproni Ca. 311M che erano stati ordinati e pagati dal Regno di Jugoslavia.

## Utilizzatori
Croazia
- Zrakoplovstvo Nezavisne Države Hrvatske

i 10 esemplari restanti del precedente lotto vennero consegnati all'aeronautica militare del neorifondato stato croato, nel 1942
 Italia
- Regia Aeronautica

 Jugoslavia
- Jugoslovensko kraljevsko ratno vazduhoplovstvo i pomorska avijacija

15 esemplari di Ca.311M ordinati, di cui 5 consegnati nel 1941.

## Versioni
Ca.311
prima versione prodotta in serie caratterizzata dal muso completamente vetrato.
Ca.311M
questa variante abbandonava il muso ampiamente vetrato, simile a quello dei britannici Bristol Blenheim delle prime serie, per tornare ad uno a gradino simile a quello dei Caproni Ca.310. Molti esemplari di Ca.311 vennero modificati in questo modo.

## Modellismo
- Italeri : scala 1/72. Fuori produzione.
- Black Cat Models : scala 1/48. Non ancora disponibile.[3]